# Axel Henriksson
Carl Axel Emil Henriksson, född den 9 november 1906 i Visby, död den 26 juli 1979 i Karlstad, var en svensk militär.
Henriksson blev fänrik vid Södra skånska infanteriregementet 1930, löjtnant där 1934 och kapten där 1940. Efter att ha genomgått Krigshögskolan 1940 övergick han som kapten till generalstabskåren 1944 och till Älvsborgs regemente 1946. Henriksson befordrades till major vid regementet 1948, vid generalstabskåren 1952, till överstelöjtnant där 1953, vid Västernorrlands regemente 1955. Han var överste och chef för Hälsinge regemente 1957–1967. Henriksson blev riddare av Svärdsorden 1949, kommendör av samma orden 1961 och kommendör av första klassen 1965. Han vilar på Västra kyrkogården i Karlstad.